# تداخل‌سنج تویمن–گرین

شکل 1. تداخل سنج تویمن-گرین.

تداخل سنج تویمن-گرین نوعی از تداخل سنج مایکلسون تغییر یافته است که به طور عمده برای آزمایش المان‌های نوری استفاده می‌شود. این تداخل‌سنج در سال ۱۹۱۶ توسط فرانک تویمن و آرتور گرین معرفی شد. 
در شکل ۱، نمونه‌ای از تداخل سنج تویمن-گرین را نشان می دهد که برای آزمایش عدسی تنظیم شده است. نور حاصل از لیزر توسط یک عدسی واگرا پهن می‌شود. (که در تصویر دیده نمی‌شود)، سپس به یک باریکه موازی تبدیل می‌گردد..آینه‌ای محدب کروی به گونه‌ای در چیدمان قرار گرفته است که مرکز انحنای آن بر فاصله کانونی عدسی‌های مورد آزمایش منطبق می‌باشد. پرتوی‌های حاوی اطلاعات، توسط یک سیستم تصویربرداری برای تجزیه تحلیل ثبت می‌شوند.
آینه ثابت در تداخل‌سنج مایکلسون در تداخل‌سنج تویمن-گرین قابلیت چرخش دارد، و منبع نور معمولاً یک منبع گسترده است (اگرچه می تواند یک لیزر نیز باشد) در حالی که در تداخل‌سنج مایکلسون، منبع نور همیشه یک منبع نقطه‌ای است. در تداخل‌سنج تویمن-گرین، چرخش یک آینه، منجر به ایجاد شیارهای مستقیم خطی در الگوی تداخل می‌شود، از این الگوها برای تست کیفیت المان‌های نوری با استفاده از مشاهده تغییرات در الگوی تداخل در هنگام قرار گرفتن اجزا در یک بازوی تداخل‌سنج استفاده می‌شود. 